# Амбаров
Амбаров (укр. Амбарів) — село, относится к Николаевскому району Одесской области Украины. Расположено на реке Слепуха.
Население по переписи 2001 года составляло 515 человек. Почтовый индекс — 67042. Телефонный код — 8-04857. Занимает площадь 1 км². Код КОАТУУ — 5123581402.
Село было основано немецкими колонистами и получило название Амброзе.

## Местный совет
67040, Одесская обл., Николаевский р-н, с. Антонюки, ул. Центральная, 25